# 觀景點 (實兌)
觀景點位於緬甸若開邦首府實兌，是一個城市公園，主要用作欣賞印度洋和附近風景的觀景台。

## 簡介
它位於城市的最南端，俯瞰孟加拉灣和加叻丹河河口的交匯處。它建在一塊伸入印度洋的岩石上，其設施包括主甲板、一座古老的瞭望塔、一座現代燈塔、一些若開族文化方面的雕像，包括若開族的神話生物Byala（在緬甸被稱為 Nawa Rupa），以及若開邦人的傳統摔跤手雕像。